# Caenoplana subviridis
Caenoplana subviridis is een platworm (Platyhelminthes). De worm is tweeslachtig. De soort leeft in of nabij zoet water.
Het geslacht Caenoplana, waarin de platworm wordt geplaatst, wordt tot de familie Geoplanidae gerekend. De wetenschappelijke naam van de soort werd, als Coenoplana subviridis, voor het eerst geldig gepubliceerd in 1877 door Moseley.

## Synoniemen
- Caenoplana subviridis Moseley, 1877
  - Australopacifica subviridis (Moseley, 1877)